# 曾远荣
曾远荣（1903年—1994年2月2日），数学家，中国泛函分析研究的先驱者之一。四川南溪人。

## 生平
曾远荣曾就读于南溪县立小学、成都省立中学。1919年入北京清华学校（1928年更名为清华大学）学习，直至1927年。1927年7月赴美国留学，先后在芝加哥大学、普林斯顿大学和耶鲁大学学习数学，1933年获芝加哥大学博士学位。同年回国，任教于南京中央大学（1949年更名南京大学）数学系。1934年8月至1942年7月，任清华大学、西南联合大学数学系教授。在清华大学，徐贤修为其研究生。在西南联合大学，杨振宁曾听过他的授课。1942年任教于成都燕京大学。1945年，任四川大学数学系教授、数学系主任、理学院院长。1950年起，任南京大学数学系教授，直至退休。1956年评为国家一级教授，1994年逝世。
数学家田方增、江泽坚、徐利治均为其学生。